# Većeslav Holjevac
Većeslav Holjevac (Karlovac, 22. kolovoza 1917. – Zagreb, 11. srpnja 1970.) hrvatski političar, pisac i zagrebački gradonačelnik.

## Životopis
U Karlovcu je pohađao gimnaziju, a zatim radio kao privatni namještenik i djelovao u sindikatima. Član Komunističke partije Jugoslavije postao je 1939. godine.
Kao član Okružnog komiteta KPH za Karlovac, bio je jedan od organizatora antifašističkog ustanka u gradu. U srpnju 1941. otišao je na Kordun, gdje je također bio jedan od organizatora ustanka. Bio je i politički komesar grupe NOP odreda Korduna i Banovine, politički komesar, pa zapovjednik Druge operativne zone Hrvatske i naposljetku politički komesar Prvog, a zatim Četvrtog korpusa.
Poslije rata, bio je zapovjednik Vojne uprave za JA za Istru i Slovensko primorje i šef vojne misije FNRJ u Berlinu. Od 1952. do 1962. Holjevac je bio gradonačelnik Zagreba. U vrijeme njegovog mandata Zagreb je "prešao preko Save". Kao zagrebački gradonačelnik proveo je smjele urbanističke zahvate. Uspješno se odupro pokušajima odvlačenja Zagrebačkog velesajma u Beograd. Svojom samostalnom i energičnom politikom Holjevac se sukobio s jugoslavenskim političkim vrhom, a 1969. je primoran dati ostavku u Centralnom komitetu Saveza komunista nakon što je kao predsjednik Odbora za kulturu dodijelio Nagradu Božidara Adžije filozofima Milanu Kangrgi i Gaji Petroviću.
Holjevac je bio i član Četvrtog sabora Narodne republike Hrvatske i predsjednik Matice iseljenika Hrvatske. Autor je djela "Hrvati izvan domovine" i "Zapisi iz rodnoga grada". Umro je u Zagrebu, 11. srpnja 1970. godine.
Nosilac je Partizanske spomenice 1941. i drugih visokih odlikovanja. Narodnim herojem proglašen je 23. srpnja 1951. godine.
Kći Tatjana Holjevac bivša je predsjednica Gradske skupštine Grada Zagreba.

## Djela
- "Hrvati izvan domovine", Matica hrvatska, Zagreb, 1967.1, 1968.2
- "Zapisi iz rodnoga grada", Nakladni zavod Matice hrvatske, Zagreb, 1972.

## Vanjske poveznice

### Sestrinski projekti
|  | Zajednički poslužitelj ima još gradiva o temi Većeslav Holjevac |

### Mrežna sjedišta
- Holjevac, Većeslav Hrvatska enciklopedija. LZMK
- LZMK / Proleksis enciklopedija: Holjevac, Većeslav